# دارتالاب
دارتالاب، سَرو مُرداب، یا سرو تالاب (Taxodium distichum) گونه‌ای از درختان مخروطی و بومی جنوب خاوری ایالات متحده‌   است و به صورت طبیعی در کرانه‌های خلیج مکزیک و اقیانوس اطلس گسترده‌است.
دارتالاب درختی از شاخه مخروطیان رده ناژویان، راسته کاجیان، تیرهٔ سَرویان و سردهٔ دارتالاب است.
دارتالاب از گونه‌های خزان‌کننده با خزانی به رنگ قرمز شرابی و زودرُست است. این گونه در رویشگاه‌های طبیعی خود با تنه صاف و مستقیم به قطر ۱ تا ۷/۱ متر و به ارتفاع ۴۰ متر گزارش شده‌است.
ریشه‌های درختان دارتالاب از نوع ریشه‌های تنفس‌گر هستند. این ریشه‌ها در بعضی از گیاهانی که در باتلاق‌ها یا نواحی جزر و مد ظاهر می‌شوند دیده می‌شود. طول برخی از این ریشه‌ها ممکن است به دو متر نیز برسد. ریشه‌های تنفس‌گر بر خلاف ریشه‌های معمولی به طرف هوا رشد کرده از آب و خاک خارج شده کمک به تنفس ریشه گیاه می‌کنند.
بزرگ‌ترین درخت موجود از نوع دارتالاب تک‌درختی است که به آن نام سناتور داده‌اند و در نزدیکی لانگ‌وود ایالات فلوریدای آمریکا واقع شده‌است.
بلندای این درخت ۳۵ متر و قطر تنهٔ آن ۳۴۴ سانتیمتر و حجم آن ۱۱۹٫۴ متر مکعب برآورد می‌شود. البته بلندترین دارتالاب در نزدیکی ویلیامزبورگ ایالت ویرجینیا قرار دارد که ارتفاع آن ۴۴ متر است.
برای کشت این گیاه در جنگل‌های شمال ایران بررسی‌هایی صورت گرفته‌است.

## نگارخانه

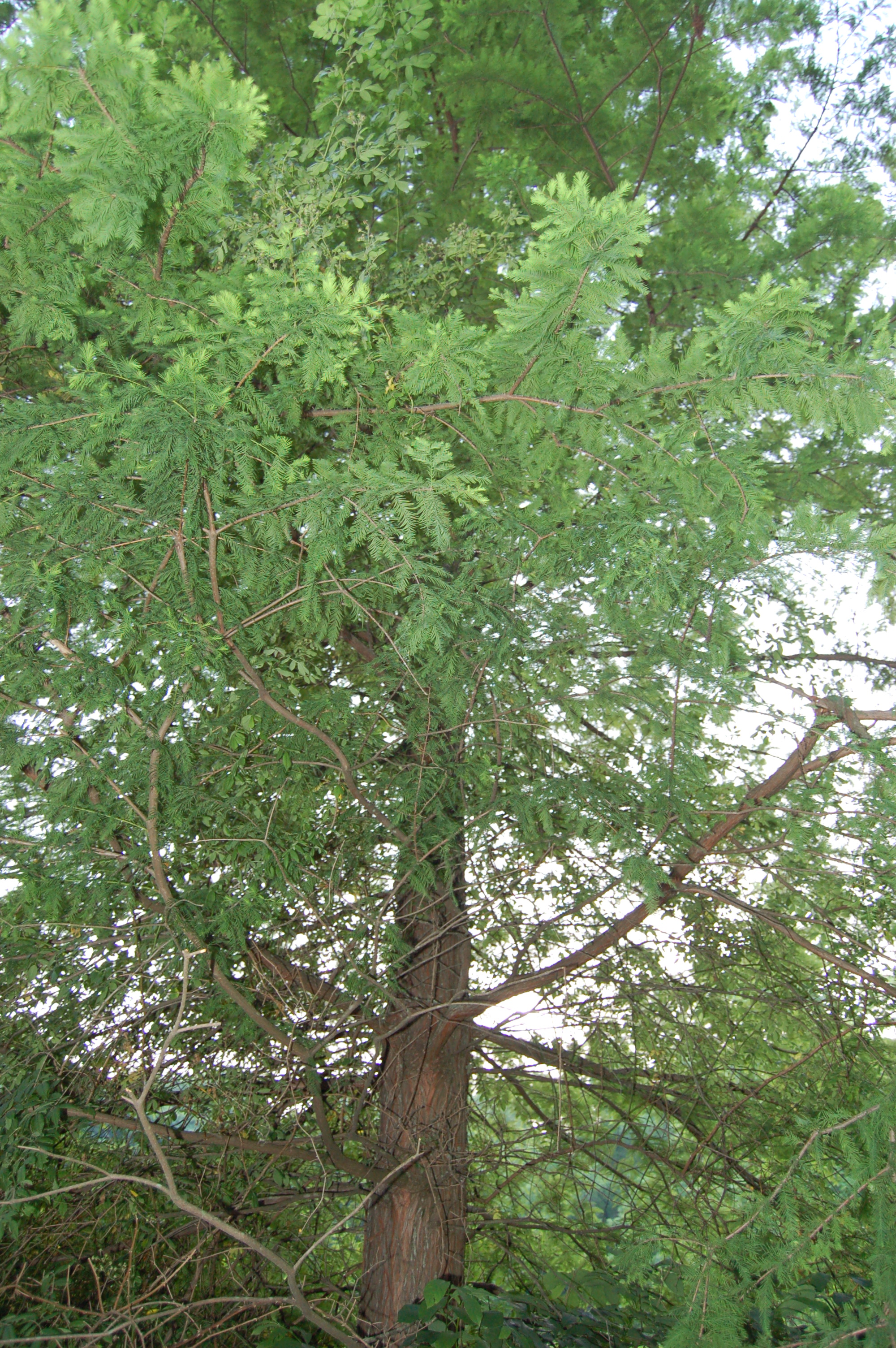
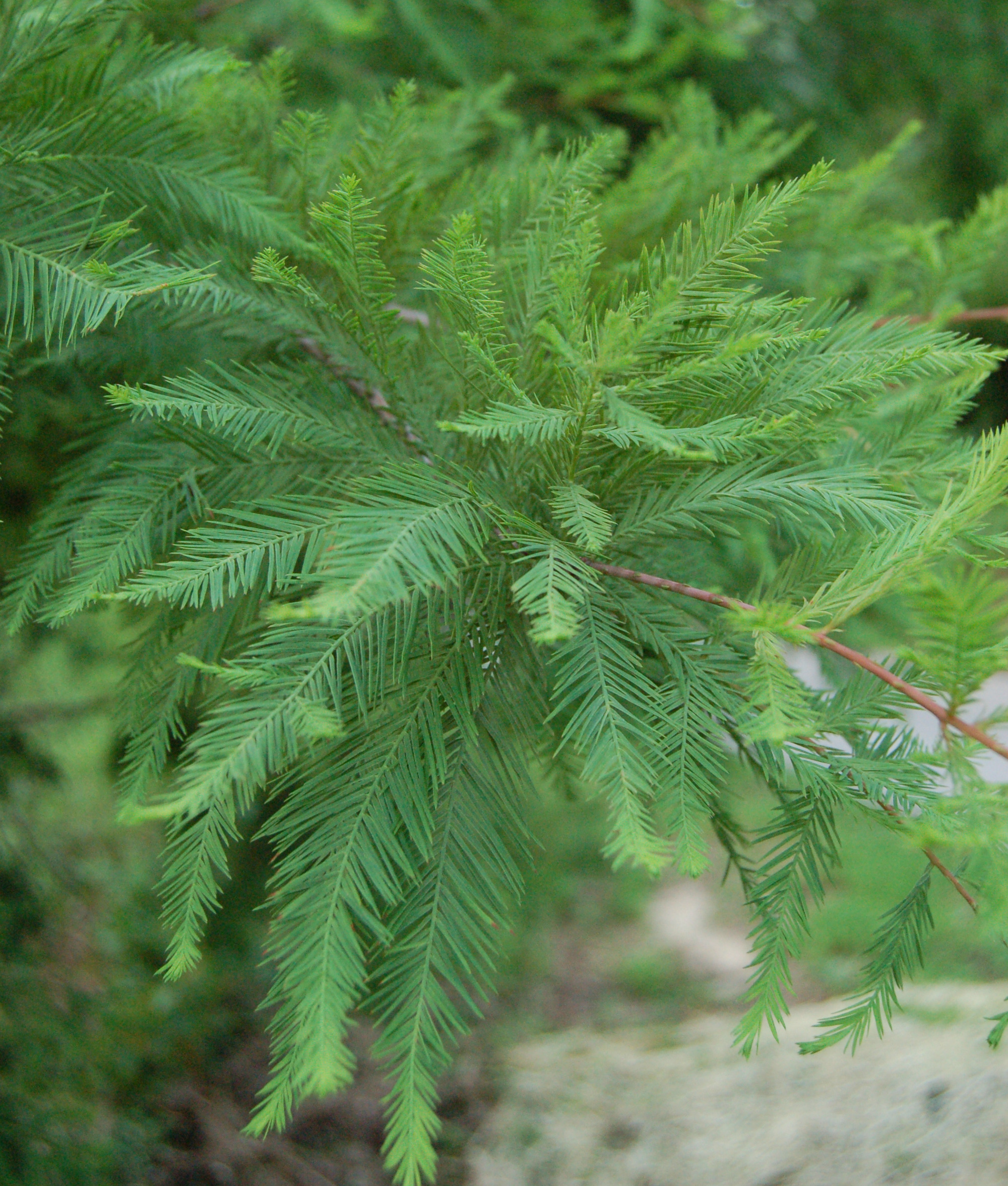
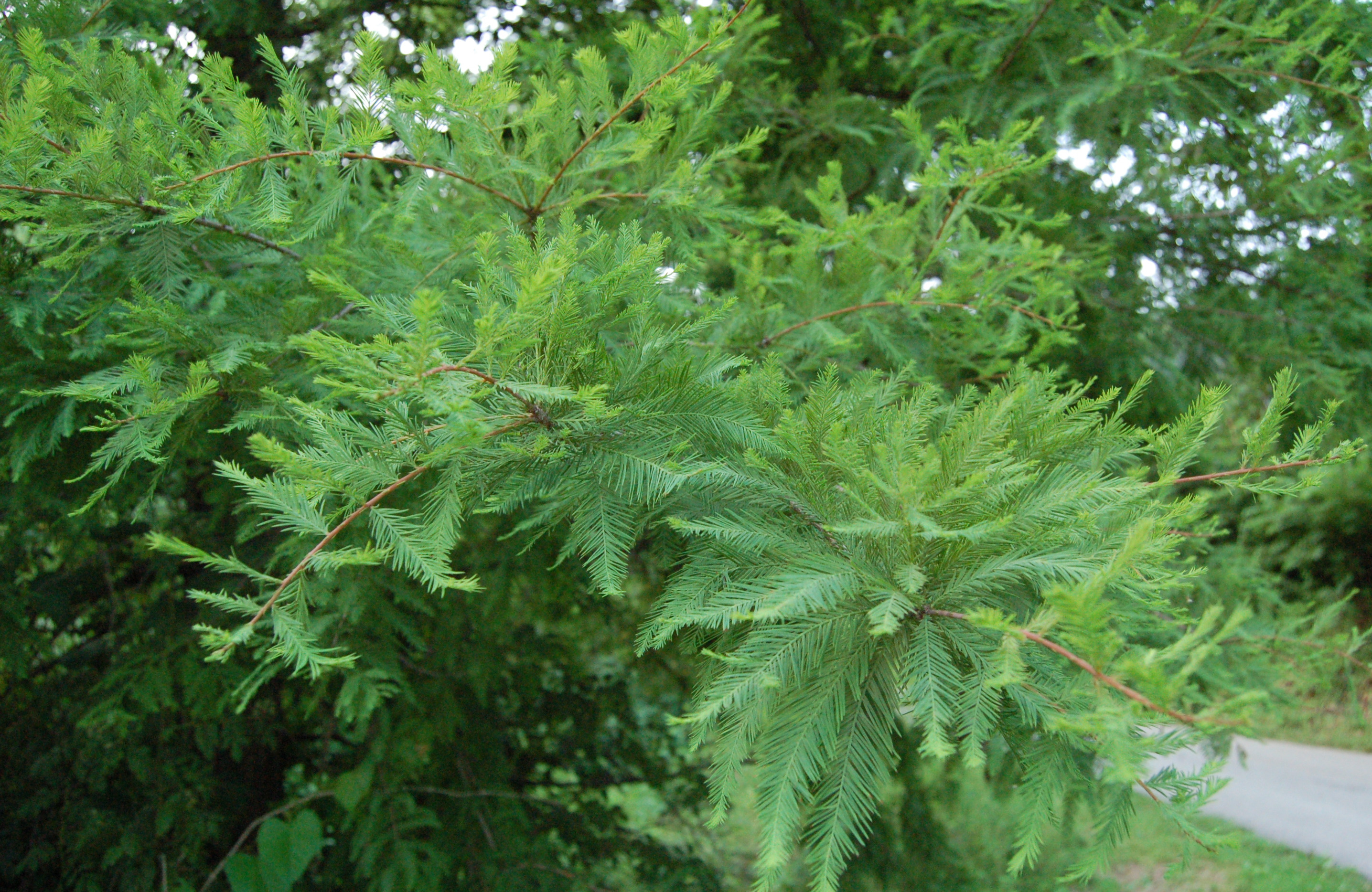
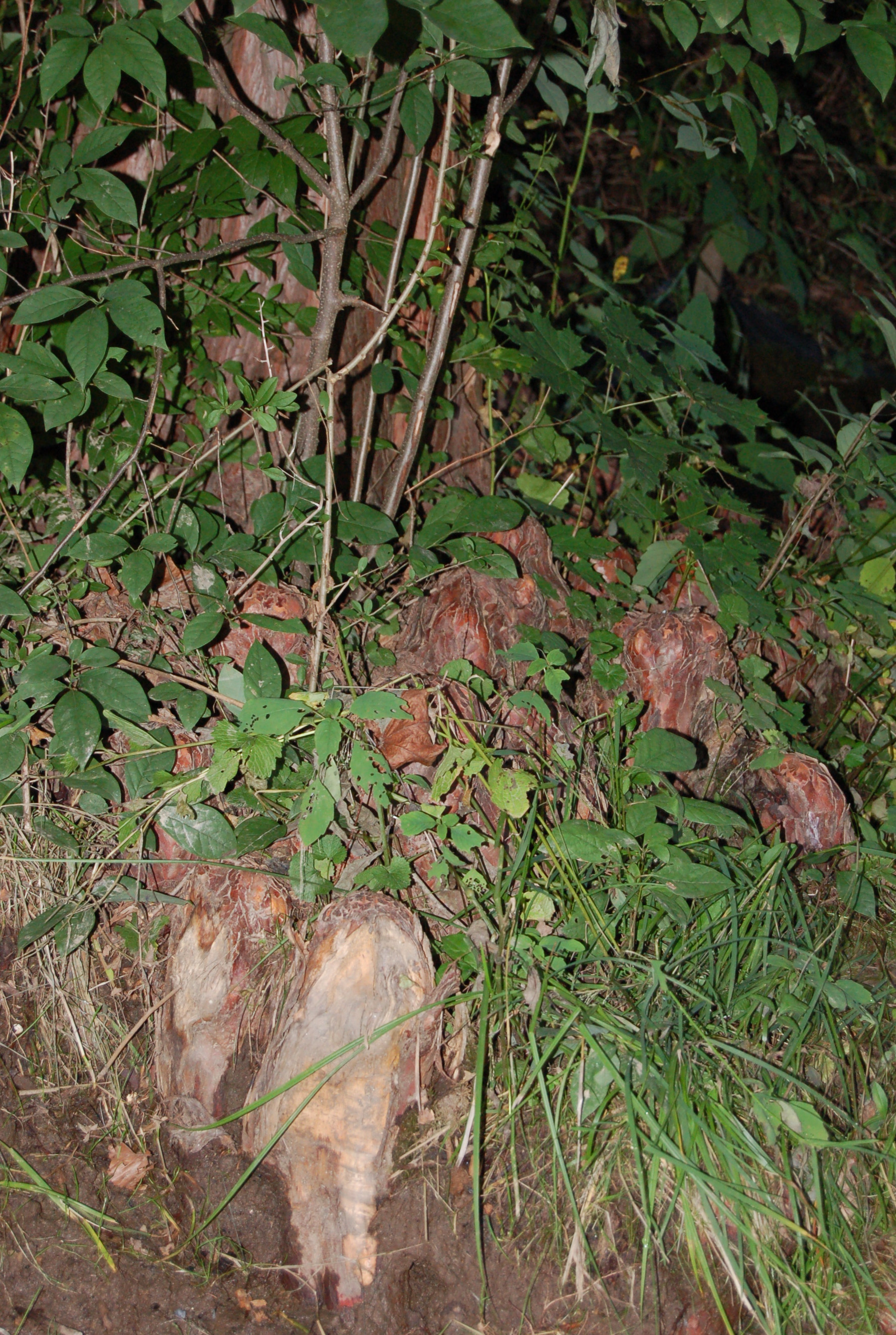
زانوهای یک دارتالاب در بخش چستر، پنسیلوانیا
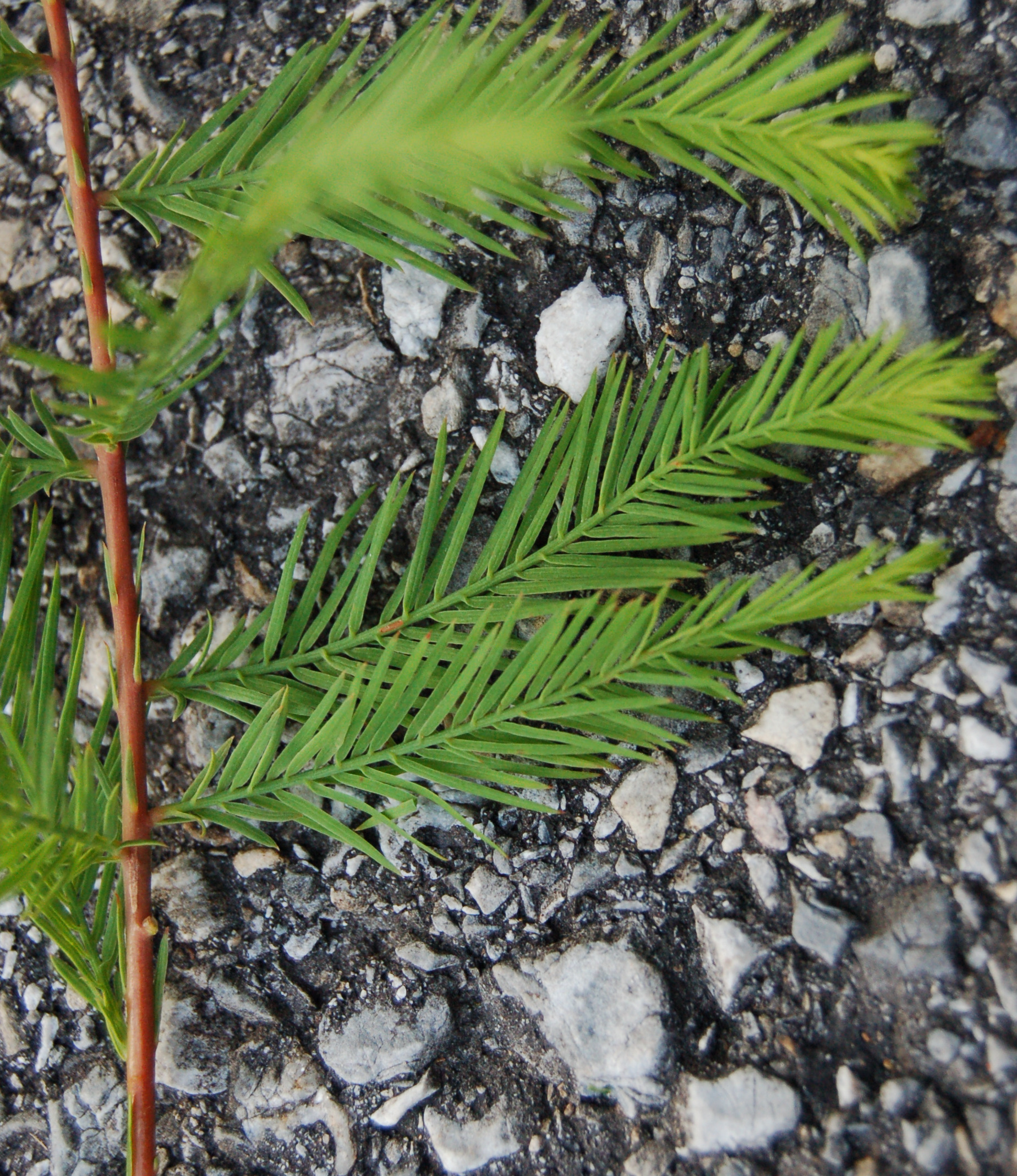
نمای نزدیک از برگ
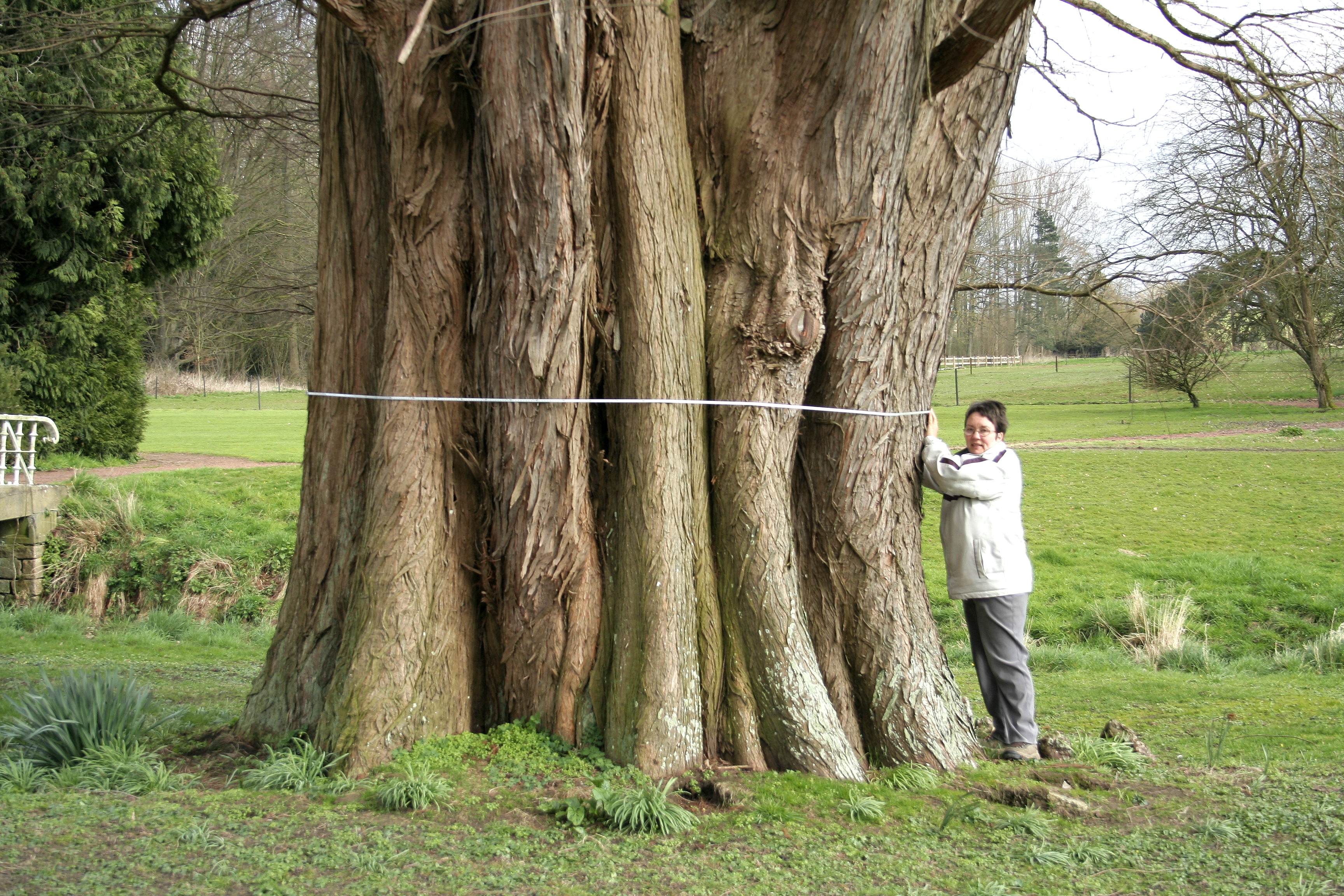
یک دارتالاب بزرگ در بلژیک یا قطر ۲٫۷۳ متر
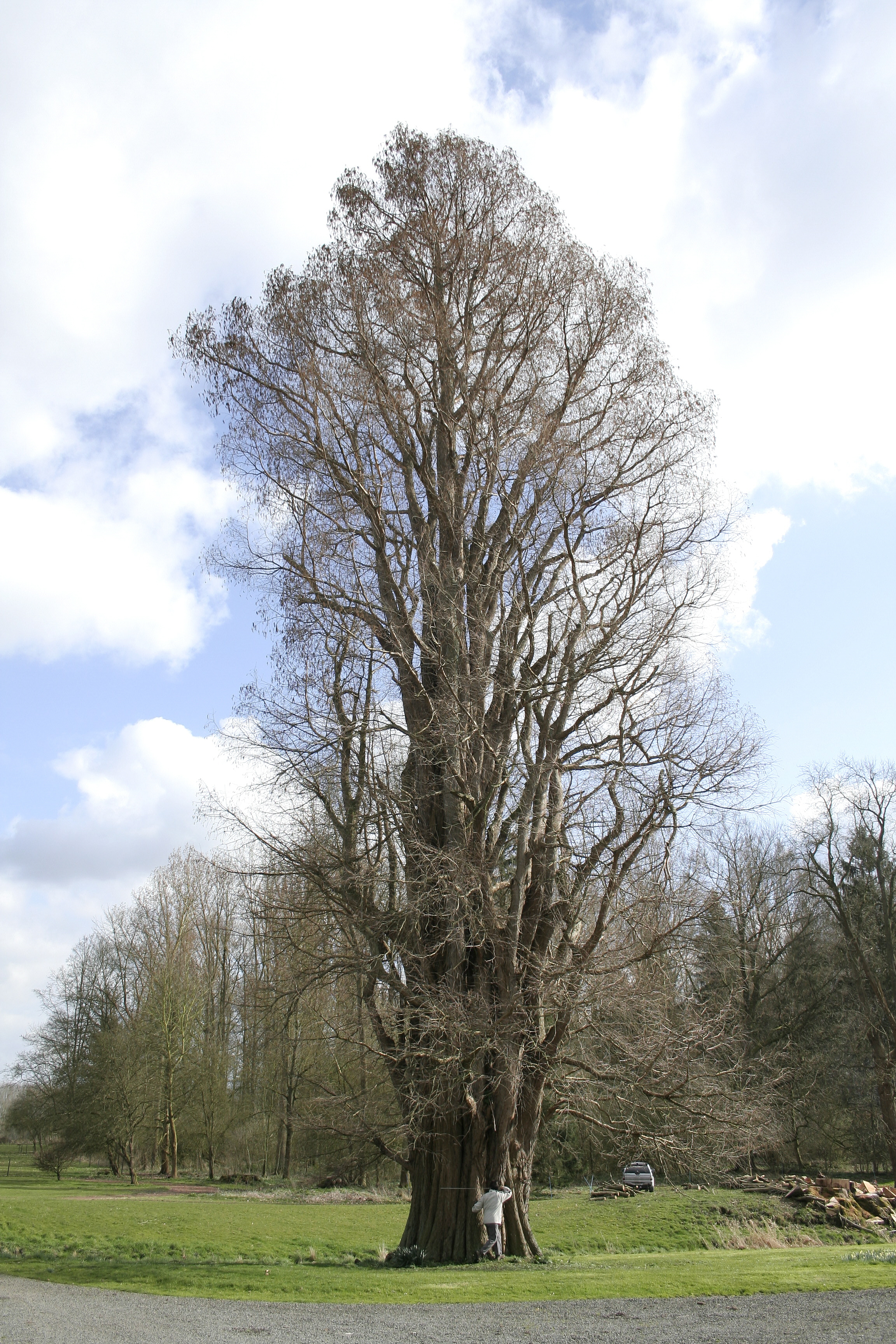
یک دارتالاب در زمستان
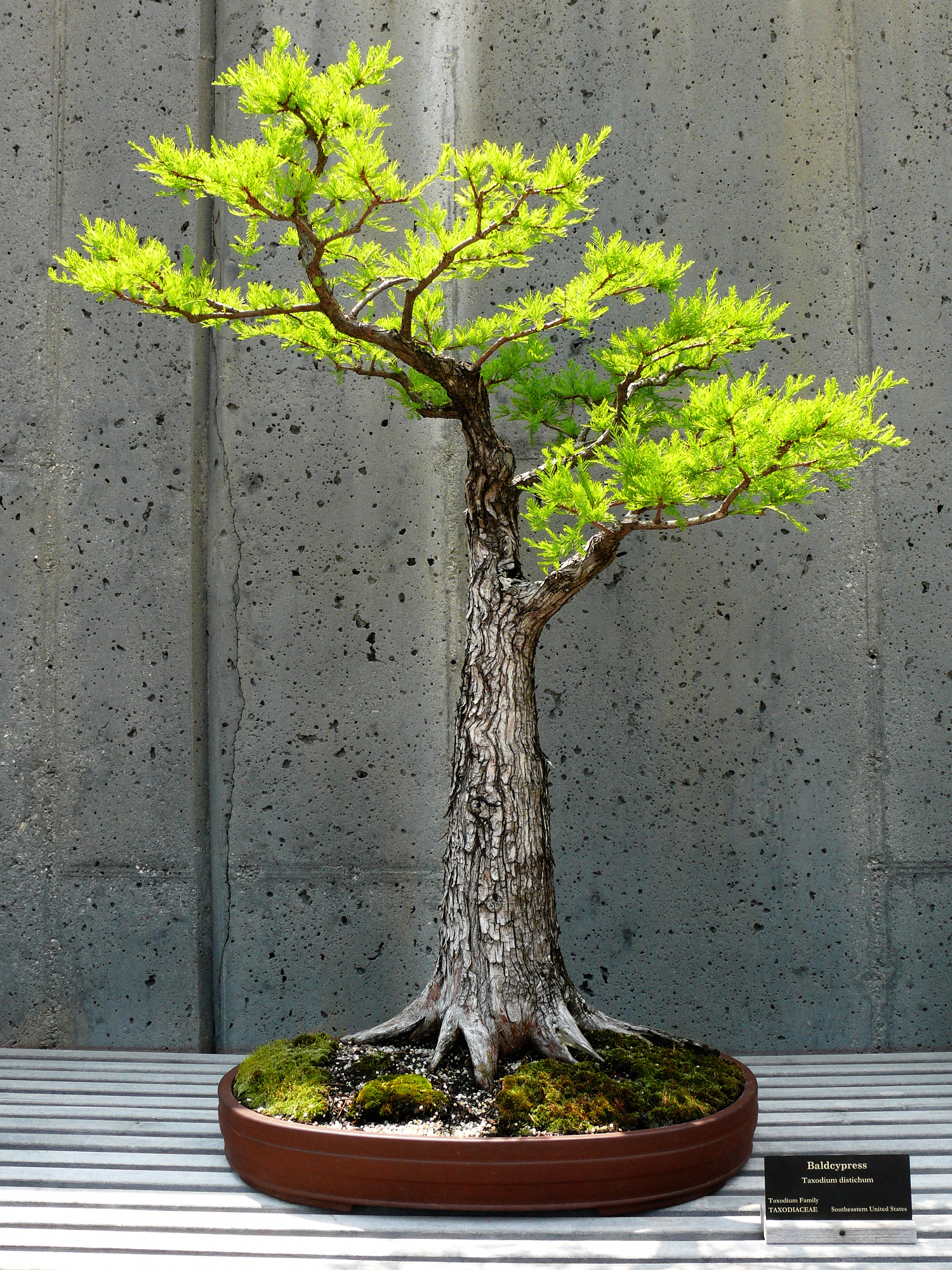
یک بونسای از یک دارتالاب